# Бриндхильсен, Ола
Ола Брюнхилльсен (норв. Ola Brynhildsen; род. 27 апреля 1999, Берум) — норвежский футболист, полузащитник клуба «Мидтьюлланн» и сборной Норвегии.

## Клубная карьера
Брюнхилльсен — воспитанник клуба «Стабек». 22 октября 2017 года в матче против «Тромсё» он дебютировал в Типпелиге. 5 ноября в поединке против «Одда» Ола забил свой первый гол за «Стабек».

## Международная карьера
В 2018 году в составе юношеской сборной Норвегии Брюнхилльсен принял участие в юношеском чемпионате Европы в Финляндии. На турнире он сыграл в матчах против команд Португалии, Финляндии и Англии.

## Статистика

### Матчи Бриндхильсена за сборную Норвегии
| Матчи Бриндхильсена за сборную Норвегии | Матчи Бриндхильсена за сборную Норвегии | Матчи Бриндхильсена за сборную Норвегии | Матчи Бриндхильсена за сборную Норвегии | Матчи Бриндхильсена за сборную Норвегии | Матчи Бриндхильсена за сборную Норвегии |
| --------------------------------------- | --------------------------------------- | --------------------------------------- | --------------------------------------- | --------------------------------------- | --------------------------------------- |
| №                                       | Дата                                    | Соперник                                | Счёт                                    | Голы Бриндхильсена                      | Соревнование                            |
| 1                                       | 17 ноября 2022                          | Ирландия                                | 2:1                                     | —                                       | Товарищеский матч                       |
| 2                                       | 20 ноября 2022                          | Финляндия                               | 1:1                                     | —                                       | Товарищеский матч                       |
| 3                                       | 25 марта 2023                           | Испания                                 | 0:3                                     | —                                       | Чемпионат Европы 2024 (отбор)           |
| 4                                       | 28 марта 2023                           | Грузия                                  | 1:1                                     | —                                       | Чемпионат Европы 2024 (отбор)           |

Итого: 4 матча / 0 голов; 1 победа, 2 ничьи, 1 поражение.